# Lina Nilsson
Lina Therese Nilsson, född 17 juni 1987 i Ystad i Sverige, är en svensk fotbollsspelare, mittfältare/back. Hon spelar i FC Rosengård och i det svenska landslaget.
Den 5 oktober 2017 meddelades att hon lägger fotbollsskorna på hyllan.

## Klubbar
- FC Rosengård (tidigare Malmö FF)
- Sjöbo IF
- IK Pandora
- IFK Ystad (moderklubb)

## Meriter
- 72 A landskamper
- 15 U21/U23 landskamper
- 20 F19 landskamper
- 3 F19 EM-slutspel
- Ungdoms-OS i Paris 2004
- VM-brons 2011
- EM-brons 2013
- 2 A landslags mål